# Lista siturilor arheologice din județul Prahova - S
Lista siturilor arheologice din județul Prahova - S conține toate siturile arheologice din județul Prahova înscrise în Repertoriul Arheologic Național (RAN) și aflate în localități al căror nume începe cu litera S. RAN este administrat de Ministerul Culturii și Patrimoniului Național și cuprinde date științifice, cartografice, topografice, imagini și planuri, precum și orice alte informații privitoare la zonele cu potențial arheologic, studiate sau nu, încă existente sau dispărute.
Puteți căuta un sit din localitățile care încep cu litera S folosind formularul de mai jos sau puteți naviga prin toate siturile din județ la Lista siturilor arheologice din județul Prahova.
| Cod RAN                                   | Denumire | Localitate                                        | Adresă                                                            | Datare                                          | Descoperit | Coordonate                                    | Imagine           | Erori            |
| ----------------------------------------- | --- | ------------------------------------------------- | ----------------------------------------------------------------- | ----------------------------------------------- | ---------- | --------------------------------------------- | ----------------- | ---------------- |
| 135155.01.01 (Cod LMI: PH-I-s-B-16206)    | Tumulii din epoca bronzului de la Sălciile - Movila Gemenea / ansamblu anonim (Categorie: descoperire funerară) (Tip: Grup de tumuli)                    | sat Sălciile, comuna Sălciile                     | Movila Gemenea                                                    |                                                 |            | 44°52′01″N 26°30′46″E / 44.86701°N 26.51273°E | Încărcați imagine | Raportați eroare |
| 131087.01.02 (Cod LMI: PH-I-s-B-16207)    | Așezarea Gumelnița de la Seciu - La Pompieri / ansamblu anonim (Categorie: locuire civilă) (Tip: Așezare)                                                | localitate componentă Seciu, oraș Boldești-Scăeni | strada Principală, punct La Pompieri                              | Gumelnița - aspectul Stoicani - Aldeni, faza II |            | 45°01′56″N 26°03′17″E / 45.03222°N 26.05472°E | Încărcați imagine | Raportați eroare |
| 131087.01.01 (Cod LMI: PH-I-s-B-16207)    | Așezarea Gumelnița de la Seciu - La Pompieri / ansamblu anonim (Categorie: locuire civilă) (Tip: așezare)                                                | localitate componentă Seciu, oraș Boldești-Scăeni | strada Principală, punct La Pompieri                              | Criș - final                                    |            | 45°01′56″N 26°03′17″E / 45.03222°N 26.05472°E | Încărcați imagine | Raportați eroare |
| 131522.01.01 (Cod LMI: PH-I-s-A-16208)    | Castrul roman de la Sfârleanca - "La Cetate" / ansamblu anonim (Categorie: locuire militară) (Tip: Castru)                                               | sat Sfârleanca, comuna Dumbrăvești                | La Cetate                                                         | 101 - 118                                       |            | 45°05′52″N 26°00′59″E / 45.09778°N 26.01639°E | Încărcați imagine | Raportați eroare |
| 132592.01.01 (Cod LMI: PH-I-s-A-16209)    | Cetatea medievală de la Slon - La Ciuga / ansamblu anonim (Categorie: locuire civilă) (Tip: Cetate)                                                      | sat Slon, comuna Cerașu                           | La Ciuga                                                          | sec. IX - XI                                    |            |                                               | Încărcați imagine | Raportați eroare |
| 132592.02.01 (Cod LMI: PH-I-s-A-16210)    | Cetatea Tabla Buții de la Slon / ansamblu Cetatea Tabla Buții (Categorie: locuire civilă) (Tip: Cetate)                                                  | sat Slon, comuna Cerașu                           | Tabla Buții                                                       | sec. XIII - XIV                                 |            |                                               | Încărcați imagine | Raportați eroare |
| 135324.01.01 (Cod LMI: PH-I-s-B-20211)    | Așezarea din epoca migrațiilor de la Starchiojd - "La crucea lui Benea" / ansamblu anonim (Categorie: locuire civilă) (Tip: Așezare)                     | sat Starchiojd, comuna Starchiojd                 | La crucea lui Benea                                               | sec. V - VII                                    |            | 45°19′44″N 26°11′35″E / 45.32889°N 26.19306°E | Încărcați imagine | Raportați eroare |
| 135324.02.01 (Cod LMI: PH-I-m-B-16211.02) | Situl arheologic de la Starchiojd - Șuguleasca / ansamblu anonim (Categorie: locuire civilă) (Tip: Așezare)                                              | sat Starchiojd, comuna Starchiojd                 | Șuguleasca                                                        | dacilor liberi sec. II - III                    |            | 45°19′01″N 26°12′28″E / 45.31694°N 26.20778°E | Încărcați imagine | Raportați eroare |
| 135324.02.02 (Cod LMI: PH-I-m-B-16211.01) | Situl arheologic de la Starchiojd - Șuguleasca / ansamblu anonim (Categorie: locuire civilă) (Tip: Așezare)                                              | sat Starchiojd, comuna Starchiojd                 | Șuguleasca                                                        | sec. VI                                         |            | 45°19′01″N 26°12′28″E / 45.31694°N 26.20778°E | Încărcați imagine | Raportați eroare |
| 133768.01 (Cod LMI: PH-I-s-B-16212)       | Așezarea din epoca migrațiilor de la Străoști - Ferma Plavia / ansamblu anonim (Categorie: locuire civilă)                                               | sat Străoști, comuna Iordăcheanu                  | Ferma Plavia                                                      |                                                 | 1974       | 45°01′43″N 26°13′59″E / 45.02851°N 26.23306°E | Încărcați imagine | Raportați eroare |
| 133768.01.01 (Cod LMI: PH-I-s-B-16212)    | Așezarea din epoca migrațiilor de la Străoști - Ferma Plavia / ansamblu anonim (Categorie: locuire civilă) (Tip: Așezare)                                | sat Străoști, comuna Iordăcheanu                  | Ferma Plavia                                                      | sec. V - VII                                    | 1974       | 45°01′43″N 26°13′59″E / 45.02851°N 26.23306°E | Încărcați imagine | Raportați eroare |
| 131586.02.01 (Cod LMI: PH-II-m-A-16706)   | Biserica "Sfinții Trei Ierarhi" de la Slănic / ansamblu Biserica "Sfinții Trei Ierarhi" (Categorie: structură de cult/religioasă) (Tip: Biserică)        | oraș Slănic                                       | str. 23 August 17                                                 | 1797 - 1800                                     |            | 45°14′02″N 25°56′15″E / 45.23389°N 25.9375°E  | Încărcați imagine | Raportați eroare |
| 135137.01.01                              | Așezarea Latene de la Salcia - Țarna Ciocan / ansamblu anonim (Categorie: așezare) (Tip: așezare)                                                        | sat Salcia, comuna Salcia                         | Țarna Ciocan                                                      | Latene IV-III î.Ch.                             | 2008       |                                               | Încărcați imagine | Raportați eroare |
| 131586.01.01                              | Așezarea Latene de la Slănic-Piatra Verde / ansamblu anonim (Categorie: locuire) (Tip: așezare)                                                          | oraș Slănic                                       | Piatra Verde                                                      |                                                 |            | 45°15′27″N 25°57′34″E / 45.2575°N 25.95944°E  | Încărcați imagine | Raportați eroare |
| 133768.02.01                              | Situl arheologic de la Străoști - La CAP / ansamblu anonim (Categorie: locuire) (Tip: așezare)                                                           | sat Străoști, comuna Iordăcheanu                  | La CAP                                                            | Tei                                             | 2004       |                                               | Încărcați imagine | Raportați eroare |
| 133768.02.02                              | Situl arheologic de la Străoști - La CAP / ansamblu anonim (Categorie: locuire) (Tip: așezare)                                                           | sat Străoști, comuna Iordăcheanu                  | La CAP                                                            | Latene                                          | 2004       |                                               | Încărcați imagine | Raportați eroare |
| 133768.03.01                              | Așezarea de epoca bronzului de la Străoști - Valea Colacului / ansamblu anonim (Categorie: locuire) (Tip: așezare)                                       | sat Străoști, comuna Iordăcheanu                  | Valea Colacului                                                   |                                                 | 2004       |                                               | Încărcați imagine | Raportați eroare |
| 133768.04.01                              | Așezarea Sântana de Mureș de la Străoști - La Izlaz / ansamblu anonim (Categorie: locuire) (Tip: așezare)                                                | sat Străoști, comuna Iordăcheanu                  | La Izlaz                                                          | Sântana de Mureș - Cerneahov                    | 2004       | 45°02′10″N 26°13′35″E / 45.03611°N 26.22639°E | Încărcați imagine | Raportați eroare |
| 130909.01.01                              | Tumulul de la Strejnicu - La Șosea / ansamblu anonim (Categorie: descoperire funerară) (Tip: tumul)                                                      | sat Strejnicu, comuna Târgșoru Vechi              | La Sosea                                                          |                                                 | 2010       | 44°54′15″N 25°56′17″E / 44.90417°N 25.93806°E | Încărcați imagine | Raportați eroare |
| 130909.02.01                              | Tumulul de la Strejnicu - Movila Strejnicu / ansamblu anonim (Categorie: descoperire funerară) (Tip: tumul)                                              | sat Strejnicu, comuna Târgșoru Vechi              | Movila Strejnicu                                                  |                                                 | 2010       | 44°54′48″N 25°55′55″E / 44.91333°N 25.93194°E | Încărcați imagine | Raportați eroare |
| 135253.01.01                              | Așezarea Sântana de Mureș de la Sângeru - La CAP / ansamblu anonim (Categorie: locuire) (Tip: așezare)                                                   | sat Sângeru, comuna Sângeru                       | La CAP                                                            | Sântana de Mureș - Cerneahov                    | 1971       |                                               | Încărcați imagine | Raportați eroare |
| 131719.01.01                              | Așezarea Sântana de Mureș de la Schiau-La releu / ansamblu anonim (Categorie: locuire) (Tip: așezare)                                                    | localitate componentă Schiau, oraș Urlați         | La releu                                                          | Sântana de Mureș - Cerneahov                    | 2004       |                                               | Încărcați imagine | Raportați eroare |
| 132119.01.01                              | Tumulul de la Stoenești - La Strada / ansamblu anonim (Categorie: descoperire funerară) (Tip: Tumul)                                                     | sat Stoenești, comuna Ariceștii Rahtivani         | La Strada                                                         |                                                 | 2010       | 44°55′48″N 25°51′44″E / 44.93013°N 25.86214°E | Încărcați imagine | Raportați eroare |
| 133982.01.01                              | Situl de la Satul Nou - Pe Terasă / ansamblu anonim (Categorie: locuire) (Tip: așezare)                                                                  | sat Satu Nou, comuna Lipănești                    | Pe Terasă                                                         |                                                 | 2005       | 45°03′59″N 26°03′10″E / 45.06639°N 26.05278°E | Încărcați imagine | Raportați eroare |
| 133982.01.02                              | Situl de la Satul Nou - Pe Terasă / ansamblu anonim (Categorie: locuire) (Tip: așezare)                                                                  | sat Satu Nou, comuna Lipănești                    | Pe Terasă                                                         |                                                 | 2005       | 45°03′59″N 26°03′10″E / 45.06639°N 26.05278°E | Încărcați imagine | Raportați eroare |
| 135155.02.01                              | Tumulul de la Sălciile- Movila Călugăreasca / ansamblu anonim (Categorie: descoperire funerară) (Tip: Tumul)                                             | sat Sălciile, comuna Sălciile                     | Movila Calugăreasca                                               |                                                 |            | 44°49′44″N 26°28′32″E / 44.82893°N 26.47549°E | Încărcați imagine | Raportați eroare |
| 135155.03.01                              | Tumulul de la Sălciile - Movila Sălciile / ansamblu anonim (Categorie: descoperire funerară) (Tip: Tumul)                                                | sat Sălciile, comuna Sălciile                     | Movila Sălciile                                                   |                                                 | 2010       | 44°48′50″N 26°30′06″E / 44.81376°N 26.50172°E | Încărcați imagine | Raportați eroare |
| 132119.02.01                              | Tumulul de la Stoenesti 1 / ansamblu anonim (Categorie: descoperire funerară) (Tip: Tumul)                                                               | sat Stoenești, comuna Ariceștii Rahtivani         |                                                                   |                                                 | 2011       | 44°55′36″N 25°51′10″E / 44.92667°N 25.85278°E | Încărcați imagine | Raportați eroare |
| 132119.03.01                              | Tumulul de la Stoenești 2 / ansamblu anonim (Categorie: descoperire funerară) (Tip: Tumul)                                                               | sat Stoenești, comuna Ariceștii Rahtivani         |                                                                   |                                                 | 2011       | 44°55′35″N 25°50′33″E / 44.92639°N 25.8425°E  | Încărcați imagine | Raportați eroare |
| 130909.03.01                              | Tumulul de la Strejnicu - În Spatele Gării / ansamblu anonim (Categorie: descoperire funerară) (Tip: Tumul)                                              | sat Strejnicu, comuna Târgșoru Vechi              | În Spatele Gării                                                  |                                                 | 2011       | 44°55′15″N 25°54′57″E / 44.92083°N 25.91583°E | Încărcați imagine | Raportați eroare |
| 130909.04.01                              | Tumulul de la Strejnicu 1 / ansamblu anonim (Categorie: descoperire funerară) (Tip: Tumul)                                                               | sat Strejnicu, comuna Târgșoru Vechi              |                                                                   |                                                 | 2010       | 44°54′24″N 25°57′03″E / 44.90667°N 25.95083°E | Încărcați imagine | Raportați eroare |
| 130909.05.01                              | Tumulul de la Strejnicu - La Șosea / ansamblu anonim (Categorie: descoperire funerară) (Tip: Tumul)                                                      | sat Strejnicu, comuna Târgșoru Vechi              | La Șosea                                                          |                                                 | 2010       | 44°54′24″N 25°57′03″E / 44.90667°N 25.95083°E | Încărcați imagine | Raportați eroare |
| 135119.01.02                              | Situl arheologic de la Sicrita - La Pădure - km. 44+400 - 44+700 - Autostrada București - Ploiești / ansamblu anonim (Categorie: locuire) (Tip: Locuire) | sat Sicrita, comuna Râfov                         | La Pădure - km. 44+400 - 44+700 - Autostrada București - Ploiești | sec. III-IV                                     |            |                                               | Încărcați imagine | Raportați eroare |
| 135119.01.03                              | Situl arheologic de la Sicrita - La Pădure - km. 44+400 - 44+700 - Autostrada București - Ploiești / ansamblu anonim (Categorie: locuire) (Tip: Locuire) | sat Sicrita, comuna Râfov                         | La Pădure - km. 44+400 - 44+700 - Autostrada București - Ploiești | sec. VIII-X                                     |            |                                               | Încărcați imagine | Raportați eroare |
| 135119.01.04                              | Situl arheologic de la Sicrita - La Pădure - km. 44+400 - 44+700 - Autostrada București - Ploiești / ansamblu anonim (Categorie: locuire) (Tip: așezare) | sat Sicrita, comuna Râfov                         | La Pădure - km. 44+400 - 44+700 - Autostrada București - Ploiești | sec. XV - XVI                                   |            |                                               | Încărcați imagine | Raportați eroare |
| 135119.01.01                              | Situl arheologic de la Sicrita - La Pădure - km. 44+400 - 44+700 - Autostrada București - Ploiești / ansamblu anonim (Categorie: locuire) (Tip: Locuire) | sat Sicrita, comuna Râfov                         | La Pădure - km. 44+400 - 44+700 - Autostrada București - Ploiești |                                                 |            |                                               | Încărcați imagine | Raportați eroare |
| 132217.02.01                              | Tumulul de la Satu Nou - Movila La Canal / ansamblu Tumulul de la Satu Nou - Movila La Canal (Categorie: descoperire funerară) (Tip: Tumul)              | sat Satu Nou, comuna Baba Ana                     | Movila La Canal                                                   |                                                 | 2011       | 44°58′01″N 26°32′03″E / 44.96695°N 26.53417°E | Încărcați imagine | Raportați eroare |
| 132217.01.01                              | Tumulul de la Satu Nou - Movila Cireșanu / ansamblu Tumulul de la Satu Nou - Movila Cireșanu (Categorie: descoperire funerară) (Tip: Tumul)              | sat Satu Nou, comuna Baba Ana                     | Movila Cireșanu                                                   |                                                 | 2011       | 44°57′58″N 26°32′04″E / 44.96611°N 26.53444°E | Încărcați imagine | Raportați eroare |